# 吴颂皋
吴颂皋（1898年—1953年）江蘇省蘇州府吴县人，中華民国政治家、法学家、政治学家，汪精卫政权要人。

## 生平
从上海的復旦大学毕业後，吴颂皋留学法国巴黎大学法科。毕业後，他移居英国，任伦敦大学研究員。归国後，他历任復旦大学法学院院長、国立中央大学法学院副教授、国立中央政治学校外交系教授。
1932年（民国21年）7月，他任国民政府行政院。翌年11月，他改任外交部参事。1935年（民国24年）7月，他任外交部国際司司長兼中央政治会議外交組秘書。此外，他还任雜誌《外交評論》总編輯、中国政治学会幹事。
抗日战争期间，他与汪精卫合流，出任汪精卫的中国国民党中央執行委員会委員、中央政治会議秘書。1942年（民国31年）7月，他被任命为南京国民政府的外交専門委員会主任委員兼司法行政部次長。翌年3月，他任漢口日本租界接收委員，4月担任法国専管租界接收委員，5月任天津法国专管租界接收委員。
1944年（民国33年）4月，他被任命为上海市政府秘書長。翌月，他兼任上海市保甲委員会委員長。翌年1月，他升任司法行政部部長。此后，他兼任各国在華治外法权撤废委員会副委員長。
日本投降後的1945年8月17日，周佛海手下的税警局隊長周鎬率南京国民政府税警团一部占领了南京的中央儲備銀行总部，南京国民政府軍的武装解除及政府要員的逮捕開始（周鎬事件）。此后，吴頌皋被税警团逮捕，后经支那派遣軍总参謀副長今井武夫向周鎬游説，吴頌皋获得释放。同年9月8日，他被蒋介石的国民政府以漢奸罪逮捕，後被判处无期徒刑。
中華人民共和国成立後，他继续被收監，1953年在獄中死亡。享年56岁。

## 著作
- 治外法权
- 欧州外交史